# North Witham
North Witham est une paroisse civile et un village du Lincolnshire, en Angleterre.